# Prodlužování vlasů
Metody prodloužení či zahuštění vlasů jsou založeny na obdobném principu. Často se liší pouze jemnými detaily. Základním rozdílem je spoj připevňující pramínek vlasů. Dalším rozdělením je mechanické (za studena) nebo chemické (za tepla) připevnění pramínku. 

## Mechanické prodloužení
Jedná se o jednodušší varianci prodloužení. Vlasy jsou přichyceny sponkami s pojistkou (metoda Clip-in) s použitím malých kroužků (metoda Micro Ring), nebo nalepeny využitím speciální jedno nebo oboustranné lepicí pásky (metoda TapeX).

## Chemické prodloužení
Pro získání pevných a často téměř neviditelných spojů se používají chemické látky. Všechny metody, které využívají teplo pro nasazení prodloužených vlasů, musí být prováděny šetrně za přítomnosti odborníka, nejlépe v kadeřnických salónech.

## Keratinová metoda
Keratinová metoda je nejpoužívanější a nejoblíbenější způsob prodlužování vlasů. Keratinová hmota, která se nachází na zakončení každého pramene přichystaného k této metodě, se díky speciálním tepelným kleštím za teploty 80–150 °C roztaví do tekutého stavu. Vytvoří se tak velmi jemné a nenápadné spoje, které pevně drží až po dobu tří měsíců. Poté je zapotřebí prodloužené prameny posunout a obnovit keratinové spoje. 
Při keratinové metodě za studena se místo tepelných kleští využívá ultrazvukové záření, kterým je pramen prodlužovaných vlasů nahřátý a připojen k vlastním vlasům.

## Micro ring
Jedná se o mechanickou metodu, která je současně velmi šetrná k vlastním vlasům. 
Na rozdíl od keratinové metody jsou pro prodloužení vlasů s Micro Ring[ujasnit] použity prameny vlasů zakončeny se speciálním „i-Tipem“ (ztenčený konec prodlužovaných vlasů. 
Za pomoci navlékátka je podchycen pramen vlastních vlasů na který je natáhnut malý kroužek. Díky „i-Tipu“ se i prodlužované vlasy snadno vsunou do malého kroužku, který je následně kleštičkami zaklapnut.
I u této metody se musí po zhruba 3 měsících navázané vlasy posunout a Micro Rings opět obnovit. Jinak by mohlo dojít k poškození vlastních vlasů.
Nevýhodou je větší viditelnost spojů v jemných a řídkých vlasech.
Velmi podobnou metodou je i Micro Loop. Vlasové prameny k prodloužení jsou zakončeny kroužkem a malým očkem, díky kterému se kroužek snadněji navlékne na pramen vlastních vlasů. Následně je do něj vložen i pramen prodlužujících vlasů a kleštičkami je spoj zaklapnut.
Díky očkům probíhá aplikace snadno a velmi rychle.

## Nano ring
Jedná se o obdobnou metodu jako micro ring, avšak spoje jsou téměř neviditelné. 
Nanoring je malý kroužek, který připomíná malý korálek, ten se pomocí smyčky navleče na tenký pramínek vlastních vlasů, a do kroužku se vloží pramínek vlasů umělých, který je koncem spojený keratinem. Nano ring se potom zamáčkne kleštěmi. Tuto novou technologii využívají především v Americe, na český trh se dostává v této době[kdy?].[zdroj?]

## Bond plus
Jedná se o jednodušší obměnu keratinové metody.
Aplikace probíhá za pomocí malých trubiček, které jsou nasazeny na vlas společně s prodlužujícím pramenem. Díky keratinovým leštičkám dojde k zahřátí trubičky a následně k jejímu smrštění. Po uplynutí zhruba tří měsíců je potřeba spoje obnovit a posunout zpátky k pokožce hlavy.
Existuje i metoda Bellargo, která využívá s nasazením malé plastové trubičky i uvázání malého uzlíčku na vlastním pramenu vlasů. Díky němu je spoj pevnější a nedochází ke sjíždění pramenů.
Spoje jsou velmi pevné, ale ženám s jemnými či řídkými vlasy se tato metoda nedoporučuje.

## Weaving (Weave on)
Metoda Weaving je chemická metoda, kdy se k vlasům připevní pásy nových vlasů pomocí lepidla. Lepidlo se nanese na hranu vlasů. Tato metoda je nejvíce podobná metodě tapeX.

## Našívání vlasových tresů
Velmi náročná a pracná metoda.
Prodlužující vlasy jsou uskupeny do tresů [ujasnit] širokých 10–15 cm. Navazují se jednotlivě pomocí malých uzlíčků po celé zadní straně hlavy. Počet tresů na jedno prodloužení se liší podle přání zákaznice (obvykle 2–5 tresů).
Tato metoda je méně používaná, nicméně k vlasům je velmi šetrná. Jedinou nevýhodou je dlouhá doba prodlužování vlasů a tím i vysoká cela celé aplikace.
Nutností je spoje po 3–5 týdnech opět obnovit, tj. rozvázat uzlíčky a znovu navázat prodlužující vlasy.
Aplikace by měla vždy proběhnout v kadeřnickém salónu, jinak hrozí polámání vlasů.

## Clip in vlasy
Jde o metodu postavenou na clip in sponkách, na kterých jsou našity trsy vlasů. Jsou nabízeny v mnoha odstínech, délkách a také samozřejmě různých kvalitách.
Clip vlasy se skládají ze samotných vlasů, přírodních či umělých, našitých na sponkách. Způsob prodlužování vlasů Clip in je v poslední době velice rozšířen. Jedná se o levnou variantu, kdy si lze prodloužit vlasy do několika minut. Péče o vlasy není složitá, ale  životnost závisí většinou na kvalitě samotných vlasů.

### Druhy clip vlasů
- Základní sada – Je to soubor několika vlasových pramenů různých šířek, které jsou určeny pro pokrytí celé hlavy. Tyto sady jsou nabízeny v několika délkách a to nejčastěji 38, 51, 56 a 60 cm. Odstíny Clip vlasů lze rozdělit do několika kategorií. Každý z nich má své číselné (abecední) označení, nejběžnější jsou: 
  - Tmavé odstíny: 1, 1B, 2, 4, 6, 8, 18, 30, kde 1 označuje odstín černý (černočerná), 18 odstín nejsvětlejší tmavá a 30 odstín kaštanová, atd.
  - Blond odstíny: 14, 16, 22, 27, 60, 613, kde 14 označuje odstín tmavá blond, 22 popelavá blond a 613 světlá blond, atd.
  - Melíry:14/22, 16/613, 18/613, 1B/27 a mnoho dalších kombinací výše popsaných odstínů
- Dvojitá sada – Rozdíl mezi základní sadou a sadou dvojitou je v jejich objemu. Ve dvojitých sadách je přibližně dvojnásobné množství vlasů. Dvojité sady jsou určeny pro ty, kdo mají vlasy husté a chtějí si je prodloužit. Pokud by takový člověk použil sadu základní, byl by mezi vlasy svými a těmi přicvaknutými veliký rozdíl v objemu a nevypadalo by to dobře, avšak při použití dvojité sady vlastní vlasy plynule přecházejí v ty přicvaknuté. Odstíny a délky dvojitých sad jsou stejné jako u sad základních.

Existují i sady vlnitých vlasů. 
- Vlasové pásy – Vlasové pásy je specifická kategorie Clip vlasů. Je to pás dlouhý okolo 90 cm  dodávaný společně se sponkami. Vlasový pás lze rozstříhat jednoduše nůžkami na délky dle vlastní potřeby. Sponky se jednoduše připevní na jednotlivé pásy a tím je vytvořena plnohodnotná sada v mnoha odstínech a délkách dle výběru. Tato sada vychází nejlevněji ze všech, protože pokud si člověk základní sadu tak její délka zdaleka nedosahuje délce vlasového pásu. Jedinou komplikací je nutnost přišití sponek, ale to by měl zvládnout během krátkého času snad každý.
- Pramínky – Pramínky lze koupit v sadě několika stejně velikých pásů, často v 8 kusech, nebo také samostatně, což se hodí např. pro oživení účesu několika odlišnými pramínky.
- Patky a ofiny  – Clip in metoda se začala užívat i na patky a ofiny. Nasazení patky, nebo ofiny není nijak složité a dovoluje výrazně měnit styl účesu, bez radikálních zásahů do střihu vlastních vlasů.

## Kvalita
Kvalita se odvíjí od vlasů použitých pro výrobu. Nejčastěji jsou používány vlasy asijského typu, a to nejčastěji z Číny či Indie. Tyto vlasy jsou dále upravovány, aby se svou tloušťkou, barvou a strukturou co nejvíce podobaly vlasům evropským. Asijské vlasy jsou  hrubší než vlasy evropského typu a jsou černé. Tyto tzv. černé vlasy mají ale také své odstíny, takže by některé šlo použít i bez úpravy. 
Kvalita výrobků Clip in se může výrazně lišit. Nejlevnější mají většinou pochybnou kvalitu. Vlasy se velmi rychle třepí, mění svou barvu, vypadávají ze sponek a ničí se. 
Vlasy kvalitnější, ale také dražší, jsou vyrobeny z pravých lidských vlasů, jsou pevně našity na sponky, které by měly mít silikonové plošky, které slouží k pevnému přichycení k vlastním vlasům, nekloužou dolů a drží pevně celý den. Kvalitní Clip in vlasy je možno bez problémů mýt běžnými šampóny bez nebezpečí zničení či velkého poškození. Na trhu jsou také Clip vlasy označované jako REMY, což znamená, že jsou (měly by být) všechny stejně uspořádány ve směru růstu od kořínků po konečky, aby se zamezilo zacuchávání či třepení při česání. Ne všechny výrobky označené remy jsou kvalitní, důkaz pravosti nelze laicky provést. Proto se může stát, že údajně horší vlasy bez REMY kvality vydrží mnohonásobně déle než vlasy s tímto označením. Běžný zákazník je tak odkázán především na zákaznické reference.